# Michael Wolkenstein
Michael Wolkenstein (* 16. Mai 1940 in Wien) ist ein österreichischer Filmproduzent (u. a. Gründer der Satel Film). Er produzierte mit seiner Firma zahlreiche Filme, aber auch Kultserien wie „Kottan ermittelt“, die „Piefke-Saga“, „Schlosshotel Orth“ und „SOKO Donau“. Zudem war Wolkenstein auch Flugunternehmer.

## Leben
Wolkenstein wurde als Sohn von Anton von Wolkenstein und seiner Frau Martha-Sophie in Wien geboren. Von 1959 bis 1963 studierte er an der Universität Wien Rechtswissenschaften. Von 1963 bis 1965 arbeitete er als Assistent der Schönbrunnfilm in Wien. 1965 erfolgte die Gründung der eigenen Firma „MW Agentur für Film- und TV“ (Produktionsfirma), und bereits 1966 gründete er die Sascha-Ufa-Werbefilm GmbH, Wien, deren geschäftsführender Gesellschafter er bis 1972 war. 1971 erfolgte die Gründung der SATEL TV & Filmproduktions Ges.m.b.H.(Polygram, CABV, Wolkenstein). 1976 gelang ihm die Expansion nach Deutschland und weitere Gründungen von Firmen in München, Berlin und Köln.
1980 schloss er die Expansion mit der Firmengründung der Satel-Doc lnt. London ab. 1999 verkaufte er seine Polygram-Anteile an die Bavaria Film München. Seit 1968 ist er mit Astrid verheiratet. Aus der Ehe entstammen zwei Söhne. Michael von Wolkenstein erhielt für seine vielfältigen Bemühungen und Verdienste um die Österreichische und deutschsprachige Film- und Fernsehproduktion diverse Auszeichnungen – u. a. ist er Träger des Goldenen Ehrenzeichens der Republik Österreich. Von 1971 bis 2006 war er Präsident, CEO und Gesellschafter der SATELGRUPPE. 2006/2007 verkaufte er seine Satel-Anteile an die Bavaria Film München. Als Flugunternehmer gründete er 1987 die Comtel-Air, Bedarfsluftfahrt, der er bis 2003 vorstand. Bereits 1974 bzw. 1980 erhielt er die Berufs- und Linienpilotberechtigung, die er bis 2005 ausübte. Von 2000 bis 2003 war er Hauptgesellschafter der Aero Lloyd Österreich, die 2003 an FlyNiki überging. 
Michael Wolkenstein übt darüber hinaus auch mehrere Funktionen in der österreichischen und deutschen Filmbranche aus. Seit 1990 ist er fachmännischer Laienrichter beim Handelsgericht Wien und gerichtlich beeideter Sachverständiger für Film- und Fernsehen, seit 1991 Vorstandsmitglied und Treasurer der FIAPF (Fédération Internationale des Associations de Producteurs de Films). Seit 2006 ist er Mitglied des Präsidiums der SPIO (Spitzenorganisation der deutschen Filmwirtschaft e. V.) und seit 2013 Präsident des Filmfestivals Kitzbühel. Vorher war er von 2006 bis 2012 Stellvertretender Beiratsvorsitzender der VGF-Deutschland (Verwertungsgesellschaft für Produzentenrechte) und von 2010 bis 2012 Vorstandsmitglied der Allianz deutscher Produzenten Film & Fernsehen. Von 2006 bis 2010 war er Präsident des Verbandes Deutscher Filmproduzenten (Association of German Filmproducers), von 1990 bis 2005 Fachverbandsvorsitzender/Präsident des Fachverbandes der Österreichischen Film & Audiovisionsindustrie und seit 2005 deren Ehrenpräsident. Michael Wolkenstein ist  Mitbegründer und Ehrenpräsident der Austrian Filmcommission, Mitglied in der Förderkommission der FFA, Deutschland, Mitglied des Verwaltungsrats FFA Mitglied von 2006 bis Mai 2010, Richtlinienkommission FFA Mitglied von 2006 bis Mai 2010, Werbekommission (KIS) FFA Mitglied von 2009 bis Mai 2010, EU-Kommission FFA Mitglied von 2009 bis Mai 2010, Vergabekommission FFA Mitglied von 2009 bis Juni 2011, Kuratoriumsmitglied des Österreichischen Filminstitutes, Wien, Kuratoriumsmitglied des Wiener Filmfinanzierungsfonds (heute: Filmfonds Wien), sowie Mitbegründer und Vorstandsmitglied der VAM (Verwertungsgesellschaft für audiovisuelle Medien GmbH).

## Filmografie
Michael Wolkenstein hat mit seiner Produktionsfirma SATEL GmbH zahlreiche Kino- und Fernsehfilme, TV-Movies, Serien und Dokumentationen produziert. Folgend eine Auswahl von Filmen, die von Michael Wolkenstein produziert wurden:

### Filme
- „Das weite Land“ (A/D/F/I,1987, Regie: Luc Bondy. Deutscher Filmpreis, Film Award in Gold: Kostüme)
- „Schüler Gerber“ (A/D, 1981, Regie: Wolfgang Glück; Werner Kreindl (cast) erhielt den Deutschen Filmpreis in Gold)
- „Geschichten aus dem Wienerwald“, (A/D, 1979, Regie: Maximilian Schell; Auszeichnung mit dem Deutschen Filmpreis 1980)

### Fernsehfilme
- „Alle für die Mafia“ (A/D, 1998, Regie: Gernot Friedel, Buch: Felix Mitterer)
- „Andreas Hofer“ (A/D/I, 2002, Regie: Xaver Schwarzenberger, Buch: Felix Mitterer)
- „Brennendes Geheimnis“ (A/D, 1977, Regie: Wilm ten Haaf)
- „Marie Bonaparte“ (A/D/F, 2004, Regie: Benoit Jacquot)
- „Vino Santo“ (A/D/I, 2000, Regie: Xaver Schwarzenberger)
- „Wanderungen durch die Mark Brandenburg“ (D, 1986, Regie: Eberhard Itzenblitz, 5-teilige Serie)
- „Hitler und die Generäle“ sowie mehrere Folgen von „Tatort“ (Felix Mitterer, Harald Krassnitzer)

### Fernsehserien
- „Der Mixer“ (Edgar-Wallace-Krimi-Serie, 1997, Regie: u. a. Hermann Leitner, John Frankau u. a. mit YTV, ZDF, ORF, ANTENNE2, BetaFilm und SATEL)
- „Der Sonne entgegen“ mit Erwin Steinhauer, Heinz Petters, Uli Faulhaber und Raphael Wilczek in den Hauptrollen
- „Die 5. Jahreszeit“ (D, 1982, Regie: Felix Mitterer, 6 Folgen)
- „Die Piefke-Saga“ (A/D, 1990/1993, Regie: Wilfried Dotzel)
- „Kottan ermittelt“ (A, 1976–1982, Regie: Peter Patzak)
- „Schlosshotel Orth“ (A/D, 1996–2004, Idee: Knut Boeser, Hermann Leitner und Rochus Bassauer)
- „SOKO Donau“ (A/D, 2005–2006, Idee: Klaus Bassiner, Thilo Kleine und Oswald Wolkenstein)
- 2006: Tatort: Tod aus Afrika

### Dokumentationen
- „Johann Strauß“ (A/D, 1996, Regie: Piotr Szalza, Ko-Autor: Peter Ustinov)
- „John Houston“
- „Krönungsmesse“
- „Madagaskar“
- „Schauplätze der Weltliteratur“

Darüber hinaus produzierte Michael Wolkenstein mit seinen Firmen (Satel und Sacha-Ufa) Werbefilme.

## Ausgezeichnete Film- und Fernsehproduktionen (Auswahl)
- Erste österreichische Oscar-Nominierung für die Literaturverfilmung von Friedrich Torberg: „38 – Auch das war Wien“ (A/D, 1987, Regie: Wolfgang Glück)
- „Die Heilerin“ (D/A, 2004, Holger Barthel), ausgezeichnet mit der goldenen Romy 2005 „bester TV-Film“ und dem zweiten Platz des Rolf-Hans-Müller-Preises 2004 (Musik)
- „Tatort: Der Teufel vom Berg“ (A, 2005, Regie: Thomas Roth, Buch: Felix Mitterer), ausgezeichnet mit der goldenen Romy 2005 – „beste Kamera“
- „Schlosshotel Orth“ (A/D, 1996–2004, 144 Episoden), Idee: Knut Boeser (D), ausgezeichnet mit dem Golden Screen-Award 1999
- „handbikemovie“ (A, 2003, Regie: Martin Bruch), ausgezeichnet mit dem Diagonale-Preis 2004
- „Krambambuli“ (A/D,1998, Regie: Xaver Schwarzenberger), ausgezeichnet mit dem Adolf-Grimme-Preis 1999, als höchst empfehlenswert bewertet, gefördert durch das MEDIA-Programm
- „Opernball“ (A/D, 1998, Urs Egger), ausgezeichnet mit der Goldenen Nymphe von Monte Carlo 1998 und dem Golden Screen-Award 1999
- „Radetzkymarsch“ (A/D/F, 1995, Regie: Axel Corti, Gernot Roll), ausgezeichnet mit der Goldenen Nymphe von Monte Carlo 1995
- „Dinosaurier“ (A/D/USA/UK, 1991, Regie: Walter Cronkite, Autor: Alfred Payrleitner), ausgezeichnet mit dem CableACE Award 1993
- „Weihnacht in Europa“ (A/D), 1988, Regie: Hermann Leitner, ausgezeichnet mit der „Goldenen Kamera“